# Bučí (Bohdalovice)
Bučí (německy Putschen) je zaniklá ves na území obce Bohdalovice v okrese Český Krumlov.

## Historie

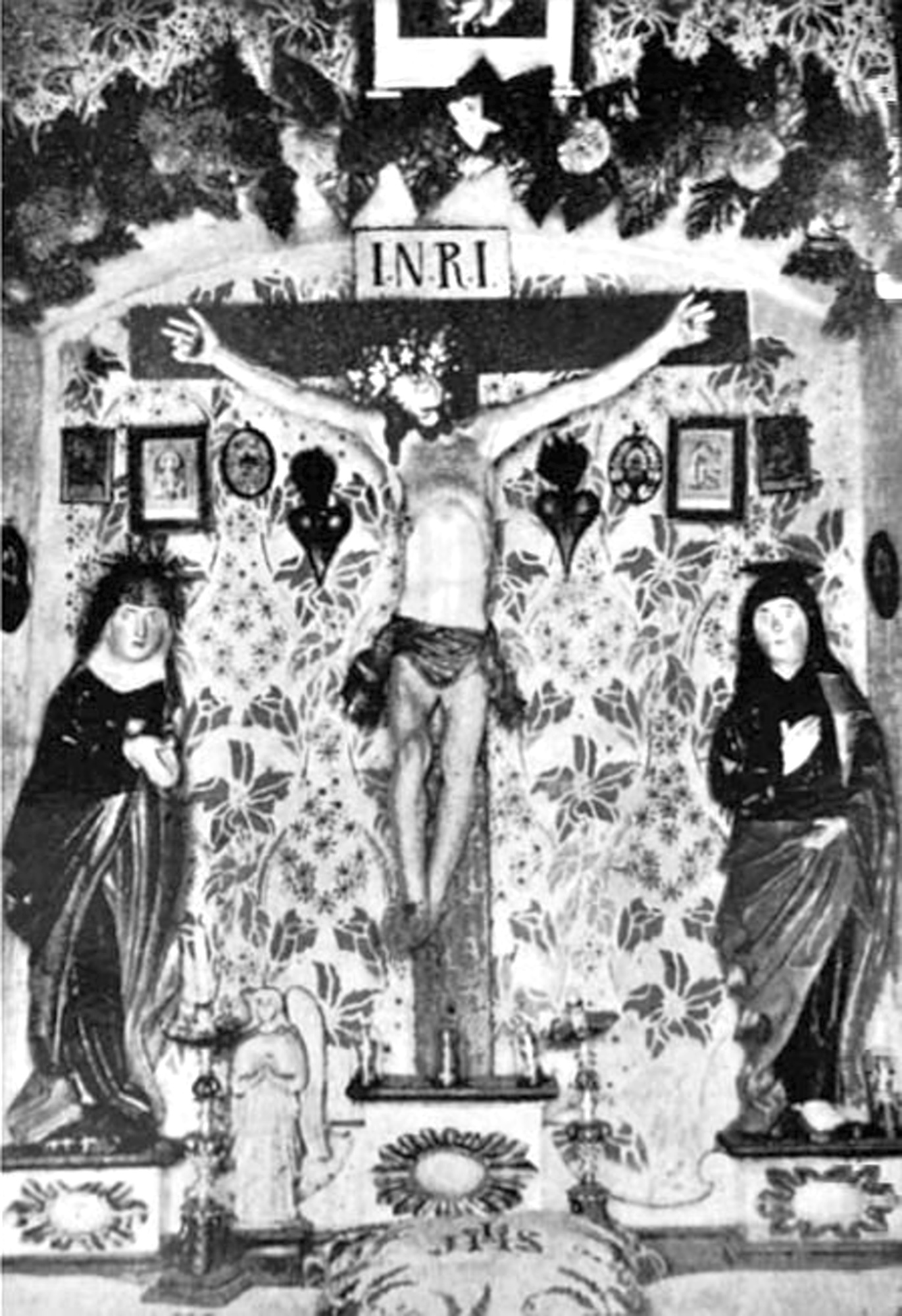
Sošky ze 16. století v interiéru místní kaple

První písemná zmínka o Bučí pochází z roku 1410. Od zavedení obecního zřízení v polovině 19. století bylo Bučí osadou obce Svéráz. V roce 1930 zde stálo 15 domů a žilo zde 87 obyvatel. Po druhé světové válce Bučí zaniklo.